# Tour de Belgique féminin 2019
La 8e édition du Tour de Belgique féminin, aussi dénommé Lotto Belgium Tour, a lieu du 10 septembre au 13 septembre 2019. La course fait partie du calendrier UCI féminin en catégorie 2.1.
Ruth Winder remporte le prologue pour moins d'une seconde devant Mieke Kröger. Le lendemain, cette dernière mène une longue échappée avec Audrey Cordon-Ragot et Lotte Kopecky qui passe la ligne avec près de trois minutes d'avance sur le peloton. Elle prend la tête du classement général. La deuxième étape est remportée au sprint par Coryn Rivera. Elle récidive le lendemain dans le mur de Grammont. Mieke Kröger perd certes du temps, mais conserve sa première place au classement général devant Lotte Kopecky et Audrey Cordon. Coryn Rivera gagne le classement par points et Sofie de Vuyst celui de la meilleure grimpeuse. Liane Lippert, vainqueur l'année précédente, est meilleure jeune. L'équipe nationale d'Allemagne est la meilleure formation.

## Parcours
Après un prologue et deux étapes plutôt plates, l'ultime étape se déroule comme traditionnellement à Grammont, sur un circuit plus difficile.

## Équipes
| Équipes féminines professionnelles (7)- Doltcini-Van Eyck Sport - Health Mate-Ladies Team - Lotto Soudal Ladies - Massi Tactic - Memorial Santos-Fupes - Parkhotel Valkenburg-Destil - Sopela Équipes nationales (4)- Allemagne - États-Unis - France - Norvège Équipe féminines amateur (11)- Bianchi Dama - Equano - Isorex - Jan van Arckel - Jos Feron Lady Force - Keukens Redant - Multum Accountants - Restore - Rogelli-Gyproc - Wielerclub de sprinters Malderen - Illi-Bikes |
| |

## Étapes
| Étape     | Date     | Villes étapes             | type            | Distance (km) | Vainqueur d'étape | Leader du classement général |
| --------- | -------- | ------------------------- | --------------- | ------------- | ----------------- | ---------------------------- |
| Prologue  | 10 sept. | Mettet – Mettet           | prologue        | 5,1           | Ruth Edwards      | Ruth Edwards                 |
| 1re étape | 11 sept. | Moorslede – Dadizele      | étape de plaine | 123,1         | Mieke Kröger      | Mieke Kröger                 |
| 2e étape  | 12 sept. | Willebroeck – Willebroeck | étape de plaine | 134           | Coryn Rivera      | Mieke Kröger                 |
| 3e étape  | 13 sept. | Grammont – Grammont       | étape vallonnée | 98,3          | Coryn Rivera      | Mieke Kröger                 |

## Déroulement de la course

### Prologue
Ruth Winder gagne le prologue pour moins d'une seconde face à Mieke Kröger.
| \| Classement de l'étape \| Classement de l'étape \| Classement de l'étape \| Classement de l'étape \| Classement de l'étape \| \| Coureuse \| Coureuse \| Pays \| Équipe \| Temps \| \| --------------------- \| --------------------- \| --------------------- \| --------------------- \| --------------------- \| \| 1re \| Ruth Edwards \| États-Unis \| États-Unis \| 6 min 48 s \| \| 2e \| Mieke Kröger \| Allemagne \| Allemagne \| + 0 s \| \| 3e \| Coryn Rivera \| États-Unis \| États-Unis \| + 12 s \| \| 4e \| Tanja Erath \| Allemagne \| Allemagne \| + 16 s \| \| 5e \| Lotte Kopecky \| Belgique \| Lotto Soudal Ladies \| + 19 s \| \| 6e \| Christa Riffel \| Allemagne \| Allemagne \| + 19 s \| \| 7e \| Liane Lippert \| Allemagne \| Allemagne \| + 19 s \| \| 8e \| Julie Van de Velde \| Belgique \| Lotto Soudal Ladies \| + 20 s \| \| 9e \| Sofie De Vuyst \| Belgique \| Parkhotel Valkenburg \| + 20 s \| \| 10e \| Emilie Moberg \| Norvège \| Norvège \| + 20 s \| |                    |            |                      |            |
| |                    |            |                      |            |
| |                    |            |                      |            |
| Classement de l'étape |                    |            |                      |            |
| Coureuse | Coureuse           | Pays       | Équipe               | Temps      |
| 1re | Ruth Edwards       | États-Unis | États-Unis           | 6 min 48 s |
| 2e | Mieke Kröger       | Allemagne  | Allemagne            | + 0 s      |
| 3e | Coryn Rivera       | États-Unis | États-Unis           | + 12 s     |
| 4e | Tanja Erath        | Allemagne  | Allemagne            | + 16 s     |
| 5e | Lotte Kopecky      | Belgique   | Lotto Soudal Ladies  | + 19 s     |
| 6e | Christa Riffel     | Allemagne  | Allemagne            | + 19 s     |
| 7e | Liane Lippert      | Allemagne  | Allemagne            | + 19 s     |
| 8e | Julie Van de Velde | Belgique   | Lotto Soudal Ladies  | + 20 s     |
| 9e | Sofie De Vuyst     | Belgique   | Parkhotel Valkenburg | + 20 s     |
| 10e | Emilie Moberg      | Norvège    | Norvège              | + 20 s     |

| \| Classement général \| Classement général \| Classement général \| Classement général \| Classement général \| \| Coureuse \| Coureuse \| Pays \| Équipe \| Temps \| \| ------------------ \| ------------------ \| ------------------ \| -------------------- \| ------------------ \| \| 1re \| Ruth Edwards \| États-Unis \| États-Unis \| 6 min 48 s \| \| 2e \| Mieke Kröger \| Allemagne \| Allemagne \| + 0 s \| \| 3e \| Coryn Rivera \| États-Unis \| États-Unis \| + 12 s \| \| 4e \| Tanja Erath \| Allemagne \| Allemagne \| + 16 s \| \| 5e \| Lotte Kopecky \| Belgique \| Lotto Soudal Ladies \| + 19 s \| \| 6e \| Christa Riffel \| Allemagne \| Allemagne \| + 19 s \| \| 7e \| Liane Lippert \| Allemagne \| Allemagne \| + 19 s \| \| 8e \| Julie Van de Velde \| Belgique \| Lotto Soudal Ladies \| + 20 s \| \| 9e \| Sofie De Vuyst \| Belgique \| Parkhotel Valkenburg \| + 20 s \| \| 10e \| Emilie Moberg \| Norvège \| Norvège \| + 20 s \| |                    |            |                      |            |
| |                    |            |                      |            |
| |                    |            |                      |            |
| Classement général |                    |            |                      |            |
| Coureuse | Coureuse           | Pays       | Équipe               | Temps      |
| 1re | Ruth Edwards       | États-Unis | États-Unis           | 6 min 48 s |
| 2e | Mieke Kröger       | Allemagne  | Allemagne            | + 0 s      |
| 3e | Coryn Rivera       | États-Unis | États-Unis           | + 12 s     |
| 4e | Tanja Erath        | Allemagne  | Allemagne            | + 16 s     |
| 5e | Lotte Kopecky      | Belgique   | Lotto Soudal Ladies  | + 19 s     |
| 6e | Christa Riffel     | Allemagne  | Allemagne            | + 19 s     |
| 7e | Liane Lippert      | Allemagne  | Allemagne            | + 19 s     |
| 8e | Julie Van de Velde | Belgique   | Lotto Soudal Ladies  | + 20 s     |
| 9e | Sofie De Vuyst     | Belgique   | Parkhotel Valkenburg | + 20 s     |
| 10e | Emilie Moberg      | Norvège    | Norvège              | + 20 s     |

### 1reétape
À cinquante kilomètres de l'arrivée, Mieke Kröger attaque. Elle est accompagnée d'Audrey Cordon-Ragot et de Lotte Kopecky. Leur bonne coopération leur permet de faire croître leur avance lors de l'étape. Dans le dernier kilomètre, Audrey Cordon-Ragot passe à l'offensive. Lotte Kopecky la marque et Mieke Kröger en profite pour contrer. Elle n'est plus revue. Grâce aux trois minutes d'avance de l'échappée, l'Allemande prend la tête du classement général.
| \| Classement de l'étape \| Classement de l'étape \| Classement de l'étape \| Classement de l'étape \| Classement de l'étape \| \| Coureuse \| Coureuse \| Pays \| Équipe \| Temps \| \| --------------------- \| ------------------------- \| --------------------- \| ----------------------- \| --------------------- \| \| 1re \| Mieke Kröger \| Allemagne \| Allemagne \| 3 h 02 min 38 s \| \| 2e \| Audrey Cordon-Ragot \| France \| France \| + 7 s \| \| 3e \| Lotte Kopecky \| Belgique \| Lotto Soudal Ladies \| + 7 s \| \| 4e \| Nguyễn Thị Thật \| Viêt Nam \| Lotto Soudal Ladies \| + 2 min 56 s \| \| 5e \| Kelly Druyts \| Belgique \| Doltcini-Van Eyck Sport \| + 2 min 56 s \| \| 6e \| Coryn Rivera \| États-Unis \| États-Unis \| + 2 min 56 s \| \| 7e \| Susanne Andersen \| Norvège \| Norvège \| + 2 min 56 s \| \| 8e \| Stine Borgli \| Norvège \| Norvège \| + 2 min 56 s \| \| 9e \| Pascale Jeuland-Tranchant \| France \| Doltcini-Van Eyck Sport \| + 2 min 56 s \| \| 10e \| Amber van der Hulst \| Pays-Bas \| Jan van Arckel \| + 2 min 56 s \| |                           |            |                         |                 |
| |                           |            |                         |                 |
| |                           |            |                         |                 |
| Classement de l'étape |                           |            |                         |                 |
| Coureuse | Coureuse                  | Pays       | Équipe                  | Temps           |
| 1re | Mieke Kröger              | Allemagne  | Allemagne               | 3 h 02 min 38 s |
| 2e | Audrey Cordon-Ragot       | France     | France                  | + 7 s           |
| 3e | Lotte Kopecky             | Belgique   | Lotto Soudal Ladies     | + 7 s           |
| 4e | Nguyễn Thị Thật           | Viêt Nam   | Lotto Soudal Ladies     | + 2 min 56 s    |
| 5e | Kelly Druyts              | Belgique   | Doltcini-Van Eyck Sport | + 2 min 56 s    |
| 6e | Coryn Rivera              | États-Unis | États-Unis              | + 2 min 56 s    |
| 7e | Susanne Andersen          | Norvège    | Norvège                 | + 2 min 56 s    |
| 8e | Stine Borgli              | Norvège    | Norvège                 | + 2 min 56 s    |
| 9e | Pascale Jeuland-Tranchant | France     | Doltcini-Van Eyck Sport | + 2 min 56 s    |
| 10e | Amber van der Hulst       | Pays-Bas   | Jan van Arckel          | + 2 min 56 s    |

| \| Classement général \| Classement général \| Classement général \| Classement général \| Classement général \| \| Coureuse \| Coureuse \| Pays \| Équipe \| Temps \| \| ------------------ \| ------------------- \| ------------------ \| -------------------- \| ------------------ \| \| 1re \| Mieke Kröger \| Allemagne \| Allemagne \| 3 h 09 min 13 s \| \| 2e \| Lotte Kopecky \| Belgique \| Lotto Soudal Ladies \| + 33 s \| \| 3e \| Audrey Cordon-Ragot \| France \| France \| + 35 s \| \| 4e \| Ruth Edwards \| États-Unis \| États-Unis \| + 3 min 07 s \| \| 5e \| Coryn Rivera \| États-Unis \| États-Unis \| + 3 min 19 s \| \| 6e \| Tanja Erath \| Allemagne \| Allemagne \| + 3 min 23 s \| \| 7e \| Christa Riffel \| Allemagne \| Allemagne \| + 3 min 26 s \| \| 8e \| Liane Lippert \| Allemagne \| Allemagne \| + 3 min 26 s \| \| 9e \| Julie Van de Velde \| Belgique \| Lotto Soudal Ladies \| + 3 min 27 s \| \| 10e \| Sofie De Vuyst \| Belgique \| Parkhotel Valkenburg \| + 3 min 27 s \| |                     |            |                      |                 |
| |                     |            |                      |                 |
| |                     |            |                      |                 |
| Classement général |                     |            |                      |                 |
| Coureuse | Coureuse            | Pays       | Équipe               | Temps           |
| 1re | Mieke Kröger        | Allemagne  | Allemagne            | 3 h 09 min 13 s |
| 2e | Lotte Kopecky       | Belgique   | Lotto Soudal Ladies  | + 33 s          |
| 3e | Audrey Cordon-Ragot | France     | France               | + 35 s          |
| 4e | Ruth Edwards        | États-Unis | États-Unis           | + 3 min 07 s    |
| 5e | Coryn Rivera        | États-Unis | États-Unis           | + 3 min 19 s    |
| 6e | Tanja Erath         | Allemagne  | Allemagne            | + 3 min 23 s    |
| 7e | Christa Riffel      | Allemagne  | Allemagne            | + 3 min 26 s    |
| 8e | Liane Lippert       | Allemagne  | Allemagne            | + 3 min 26 s    |
| 9e | Julie Van de Velde  | Belgique   | Lotto Soudal Ladies  | + 3 min 27 s    |
| 10e | Sofie De Vuyst      | Belgique   | Parkhotel Valkenburg | + 3 min 27 s    |

### 2eétape
Nicola Juniper et Saartje Vandenbroucke forme la première échappée. Plus tard, la seconde est distancée. Nicola Juniper est reprise, tout comme Thalita de Jong qui attaque par la suite. Au sprint, Coryn Rivera s'impose devance Susanne Andersen.
| \| Classement de l'étape \| Classement de l'étape \| Classement de l'étape \| Classement de l'étape \| Classement de l'étape \| \| Coureuse \| Coureuse \| Pays \| Équipe \| Temps \| \| --------------------- \| ------------------------- \| --------------------- \| -------------------------------- \| --------------------- \| \| 1re \| Coryn Rivera \| États-Unis \| États-Unis \| 3 h 15 min 41 s \| \| 2e \| Susanne Andersen \| Norvège \| Norvège \| + 0 s \| \| 3e \| Lotte Kopecky \| Belgique \| Lotto Soudal Ladies \| + 0 s \| \| 4e \| Emilie Moberg \| Norvège \| Norvège \| + 0 s \| \| 5e \| Kathrin Schweinberger \| Autriche \| Health Mate-Ladies Team \| + 0 s \| \| 6e \| Pascale Jeuland-Tranchant \| France \| Doltcini-Van Eyck Sport \| + 0 s \| \| 7e \| Maria Martins \| Portugal \| Sopela Women's Team \| + 0 s \| \| 8e \| Aurore Verhoeven \| France \| Wielerclub de sprinters Malderen \| + 0 s \| \| 9e \| Mieke Kröger \| Allemagne \| Allemagne \| + 0 s \| \| 10e \| Charlotte Kool \| Pays-Bas \| Jan van Arckel \| + 0 s \| |                           |            |                                  |                 |
| |                           |            |                                  |                 |
| |                           |            |                                  |                 |
| Classement de l'étape |                           |            |                                  |                 |
| Coureuse | Coureuse                  | Pays       | Équipe                           | Temps           |
| 1re | Coryn Rivera              | États-Unis | États-Unis                       | 3 h 15 min 41 s |
| 2e | Susanne Andersen          | Norvège    | Norvège                          | + 0 s           |
| 3e | Lotte Kopecky             | Belgique   | Lotto Soudal Ladies              | + 0 s           |
| 4e | Emilie Moberg             | Norvège    | Norvège                          | + 0 s           |
| 5e | Kathrin Schweinberger     | Autriche   | Health Mate-Ladies Team          | + 0 s           |
| 6e | Pascale Jeuland-Tranchant | France     | Doltcini-Van Eyck Sport          | + 0 s           |
| 7e | Maria Martins             | Portugal   | Sopela Women's Team              | + 0 s           |
| 8e | Aurore Verhoeven          | France     | Wielerclub de sprinters Malderen | + 0 s           |
| 9e | Mieke Kröger              | Allemagne  | Allemagne                        | + 0 s           |
| 10e | Charlotte Kool            | Pays-Bas   | Jan van Arckel                   | + 0 s           |

| \| Classement général \| Classement général \| Classement général \| Classement général \| Classement général \| \| Coureuse \| Coureuse \| Pays \| Équipe \| Temps \| \| ------------------ \| ------------------- \| ------------------ \| ------------------- \| ------------------ \| \| 1re \| Mieke Kröger \| Allemagne \| Allemagne \| 6 h 24 min 54 s \| \| 2e \| Lotte Kopecky \| Belgique \| Lotto Soudal Ladies \| + 29 s \| \| 3e \| Audrey Cordon-Ragot \| France \| France \| + 34 s \| \| 4e \| Coryn Rivera \| États-Unis \| États-Unis \| + 3 min 09 s \| \| 5e \| Ruth Edwards \| États-Unis \| États-Unis \| + 3 min 12 s \| \| 6e \| Tanja Erath \| Allemagne \| Allemagne \| + 3 min 23 s \| \| 7e \| Susanne Andersen \| Norvège \| Norvège \| + 3 min 23 s \| \| 8e \| Emilie Moberg \| Norvège \| Norvège \| + 3 min 27 s \| \| 9e \| Amber van der Hulst \| Pays-Bas \| Jan van Arckel \| + 3 min 28 s \| \| 10e \| Shari Bossuyt \| Belgique \| Rogelli-Gyproc \| + 3 min 30 s \| |                     |            |                     |                 |
| |                     |            |                     |                 |
| |                     |            |                     |                 |
| Classement général |                     |            |                     |                 |
| Coureuse | Coureuse            | Pays       | Équipe              | Temps           |
| 1re | Mieke Kröger        | Allemagne  | Allemagne           | 6 h 24 min 54 s |
| 2e | Lotte Kopecky       | Belgique   | Lotto Soudal Ladies | + 29 s          |
| 3e | Audrey Cordon-Ragot | France     | France              | + 34 s          |
| 4e | Coryn Rivera        | États-Unis | États-Unis          | + 3 min 09 s    |
| 5e | Ruth Edwards        | États-Unis | États-Unis          | + 3 min 12 s    |
| 6e | Tanja Erath         | Allemagne  | Allemagne           | + 3 min 23 s    |
| 7e | Susanne Andersen    | Norvège    | Norvège             | + 3 min 23 s    |
| 8e | Emilie Moberg       | Norvège    | Norvège             | + 3 min 27 s    |
| 9e | Amber van der Hulst | Pays-Bas   | Jan van Arckel      | + 3 min 28 s    |
| 10e | Shari Bossuyt       | Belgique   | Rogelli-Gyproc      | + 3 min 30 s    |

### 3eétape
Tout se joue dans l'ultime montée du mur de Grammont. Coryn Rivera s'y impose devant Liane Lippert. Lotte Kopecky prend la quatrième place et se positionne idéalement en vue du classement général. Néanmoins, Mieke Kröger coupe la ligne vingt-et-une secondes plus tard et remporte ainsi la victore finale.

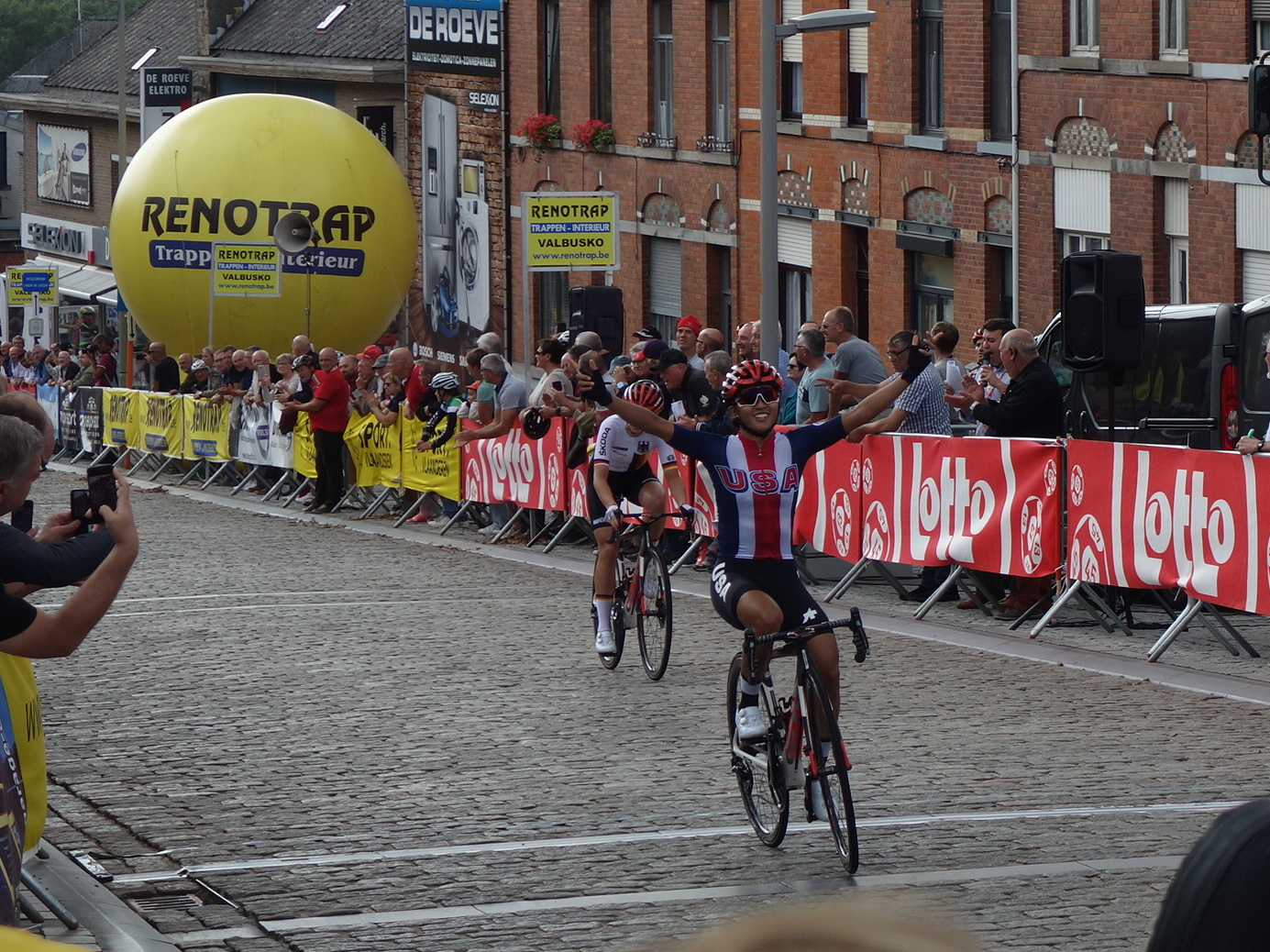
Coryn Rivera remporte la troisième étape

| \| Classement de l'étape \| Classement de l'étape \| Classement de l'étape \| Classement de l'étape \| Classement de l'étape \| \| Coureuse \| Coureuse \| Pays \| Équipe \| Temps \| \| --------------------- \| --------------------- \| --------------------- \| ----------------------- \| --------------------- \| \| 1re \| Coryn Rivera \| États-Unis \| États-Unis \| 2 h 11 min 45 s \| \| 2e \| Liane Lippert \| Allemagne \| Allemagne \| + 1 s \| \| 3e \| Sofie De Vuyst \| Belgique \| Parkhotel Valkenburg \| + 3 s \| \| 4e \| Lotte Kopecky \| Belgique \| Lotto Soudal Ladies \| + 5 s \| \| 5e \| Audrey Cordon-Ragot \| France \| France \| + 7 s \| \| 6e \| Stine Borgli \| Norvège \| Norvège \| + 12 s \| \| 7e \| Ruth Edwards \| États-Unis \| États-Unis \| + 16 s \| \| 8e \| Nancy van der Burg \| Pays-Bas \| Jos Feron Lady Force \| + 16 s \| \| 9e \| Emilie Moberg \| Norvège \| Norvège \| + 16 s \| \| 10e \| Jesse Vandenbulcke \| Belgique \| Doltcini-Van Eyck Sport \| + 18 s \| |                     |            |                         |                 |
| |                     |            |                         |                 |
| |                     |            |                         |                 |
| Classement de l'étape |                     |            |                         |                 |
| Coureuse | Coureuse            | Pays       | Équipe                  | Temps           |
| 1re | Coryn Rivera        | États-Unis | États-Unis              | 2 h 11 min 45 s |
| 2e | Liane Lippert       | Allemagne  | Allemagne               | + 1 s           |
| 3e | Sofie De Vuyst      | Belgique   | Parkhotel Valkenburg    | + 3 s           |
| 4e | Lotte Kopecky       | Belgique   | Lotto Soudal Ladies     | + 5 s           |
| 5e | Audrey Cordon-Ragot | France     | France                  | + 7 s           |
| 6e | Stine Borgli        | Norvège    | Norvège                 | + 12 s          |
| 7e | Ruth Edwards        | États-Unis | États-Unis              | + 16 s          |
| 8e | Nancy van der Burg  | Pays-Bas   | Jos Feron Lady Force    | + 16 s          |
| 9e | Emilie Moberg       | Norvège    | Norvège                 | + 16 s          |
| 10e | Jesse Vandenbulcke  | Belgique   | Doltcini-Van Eyck Sport | + 18 s          |

## Classements finals

### Classement général final
| \| Classement général \| Classement général \| Classement général \| Classement général \| Classement général \| \| Coureuse \| Coureuse \| Pays \| Équipe \| Temps \| \| ------------------ \| ------------------- \| ------------------ \| -------------------- \| ------------------ \| \| 1re \| Mieke Kröger \| Allemagne \| Allemagne \| 8 h 37 min 05 s \| \| 2e \| Lotte Kopecky \| Belgique \| Lotto Soudal Ladies \| + 8 s \| \| 3e \| Audrey Cordon-Ragot \| France \| France \| + 14 s \| \| 4e \| Coryn Rivera \| États-Unis \| États-Unis \| + 2 min 33 s \| \| 5e \| Liane Lippert \| Allemagne \| Allemagne \| + 3 min 00 s \| \| 6e \| Ruth Edwards \| États-Unis \| États-Unis \| + 3 min 02 s \| \| 7e \| Sofie De Vuyst \| Belgique \| Parkhotel Valkenburg \| + 3 min 02 s \| \| 8e \| Susanne Andersen \| Norvège \| Norvège \| + 3 min 15 s \| \| 9e \| Emilie Moberg \| Norvège \| Norvège \| + 3 min 17 s \| \| 10e \| Stine Borgli \| Norvège \| Norvège \| + 3 min 19 s \| |                     |            |                      |                 |
| |                     |            |                      |                 |
| |                     |            |                      |                 |
| Classement général |                     |            |                      |                 |
| Coureuse | Coureuse            | Pays       | Équipe               | Temps           |
| 1re | Mieke Kröger        | Allemagne  | Allemagne            | 8 h 37 min 05 s |
| 2e | Lotte Kopecky       | Belgique   | Lotto Soudal Ladies  | + 8 s           |
| 3e | Audrey Cordon-Ragot | France     | France               | + 14 s          |
| 4e | Coryn Rivera        | États-Unis | États-Unis           | + 2 min 33 s    |
| 5e | Liane Lippert       | Allemagne  | Allemagne            | + 3 min 00 s    |
| 6e | Ruth Edwards        | États-Unis | États-Unis           | + 3 min 02 s    |
| 7e | Sofie De Vuyst      | Belgique   | Parkhotel Valkenburg | + 3 min 02 s    |
| 8e | Susanne Andersen    | Norvège    | Norvège              | + 3 min 15 s    |
| 9e | Emilie Moberg       | Norvège    | Norvège              | + 3 min 17 s    |
| 10e | Stine Borgli        | Norvège    | Norvège              | + 3 min 19 s    |

### Barème des points UCI
| Position           | 1er | 2e | 3e | 4e | 5e | 6e | 7e | 8e | 9e | 10e | 11e | 12e | 13e à 15e | 16e à 25e |
| Classement général | 125 | 85 | 70 | 60 | 50 | 40 | 35 | 30 | 25 | 20  | 15  | 10  | 5         | 3         |
| Par étape          | 16  | 12 | 8  | 6  | 5  | 4  | 3  | 2  |    |     |     |     |           |           |
| Leader, par étape  | 3   |    |    |    |    |    |    |    |    |     |     |     |           |           |

### Classements annexes

#### Classement par points
| Classement par points | Classement par points | Classement par points | Classement par points | Classement par points |
| Coureuse              | Coureuse              | Pays                  | Équipe                | Points                |
| --------------------- | --------------------- | --------------------- | --------------------- | --------------------- |
| 1re                   | Coryn Rivera          | États-Unis            | États-Unis            | 46 pts                |
| 2e                    | Lotte Kopecky         | Belgique              | Lotto Soudal Ladies   | 39 pts                |
| 3e                    | Mieke Kröger          | Allemagne             | Allemagne             | 32 pts                |
| 4e                    | Audrey Cordon-Ragot   | France                | France                | 29 pts                |
| 5e                    | Susanne Andersen      | Norvège               | Norvège               | 24 pts                |
| 6e                    | Sofie De Vuyst        | Belgique              | Parkhotel Valkenburg  | 22 pts                |
| 7e                    | Liane Lippert         | Allemagne             | Allemagne             | 15 pts                |
| 8e                    | Emilie Moberg         | Norvège               | Norvège               | 12 pts                |
| 9e                    | Nicola Juniper        | Royaume-Uni           | Isorex                | 10 pts                |
| 10e                   | Stine Borgli          | Norvège               | Norvège               | 9 pts                 |

#### Classement de la meilleure grimpeuse
| Classement de la montagne | Classement de la montagne | Classement de la montagne | Classement de la montagne | Classement de la montagne |
| Coureuse                  | Coureuse                  | Pays                      | Équipe                    | Points                    |
| ------------------------- | ------------------------- | ------------------------- | ------------------------- | ------------------------- |
| 1re                       | Sofie De Vuyst            | Belgique                  | Parkhotel Valkenburg      | 44 pts                    |
| 2e                        | Nicola Juniper            | Royaume-Uni               | Isorex                    | 13 pts                    |
| 3e                        | Coryn Rivera              | États-Unis                | États-Unis                | 12 pts                    |
| 4e                        | Liane Lippert             | Allemagne                 | Allemagne                 | 11 pts                    |
| 5e                        | Audrey Cordon-Ragot       | France                    | France                    | 10 pts                    |
| 6e                        | Kelly Van den Steen       | Belgique                  | Lotto Soudal Ladies       | 10 pts                    |
| 7e                        | Nina Buysman              | Pays-Bas                  | Parkhotel Valkenburg      | 6 pts                     |
| 8e                        | Jesse Vandenbulcke        | Belgique                  | Doltcini-Van Eyck Sport   | 5 pts                     |
| 9e                        | Lotte Kopecky             | Belgique                  | Lotto Soudal Ladies       | 4 pts                     |
| 10e                       | Stine Borgli              | Norvège                   | Norvège                   | 4 pts                     |

#### Classement de la meilleure jeune
| Classement du meilleur jeune | Classement du meilleur jeune | Classement du meilleur jeune | Classement du meilleur jeune | Classement du meilleur jeune |
| Coureuse                     | Coureuse                     | Pays                         | Équipe                       | Temps                        |
| ---------------------------- | ---------------------------- | ---------------------------- | ---------------------------- | ---------------------------- |
| 1re                          | Liane Lippert                | Allemagne                    | Allemagne                    | 8 h 40 min 05 s              |
| 2e                           | Susanne Andersen             | Norvège                      | Norvège                      | + 15 s                       |
| 3e                           | Kirstie van Haaften          | Pays-Bas                     | Health Mate-Ladies Team      | + 36 s                       |
| 4e                           | Nina Buysman                 | Pays-Bas                     | Parkhotel Valkenburg         | + 1 min 19 s                 |
| 5e                           | Ingvild Gåskjenn             | Norvège                      | Norvège                      | + 1 min 30 s                 |
| 6e                           | Shari Bossuyt                | Belgique                     | Rogelli-Gyproc               | + 2 min 10 s                 |
| 7e                           | Amber van der Hulst          | Pays-Bas                     | Jan van Arckel               | + 2 min 15 s                 |
| 8e                           | Rozemarijn Ammerlaan         | Pays-Bas                     | Rogelli-Gyproc               | + 2 min 26 s                 |
| 9e                           | Maria Martins                | Portugal                     | Sopela Women's Team          | + 2 min 38 s                 |
| 10e                          | Hannah Ludwig                | Allemagne                    | Allemagne                    | + 5 min 06 s                 |

#### Classement de la meilleure équipe
| Classement par équipes | Classement par équipes | Classement par équipes | Classement par équipes |
| Équipe                 | Équipe                 | Pays                   | Temps                  |
| ---------------------- | ---------------------- | ---------------------- | ---------------------- |
| 1re                    | Allemagne              | Allemagne              | 25 h 58 min 17 s       |
| 2e                     | États-Unis             | États-Unis             | + 2 min 44 s           |
| 3e                     | Norvège                | Norvège                | + 2 min 57 s           |

## Évolution des classements
| Étape              |                    | Vainqueur _  | Classement général | Classement par points | Meilleure grimpeuse | Meilleure jeune  | Meilleure équipe _ |
| ------------------ | ------------------ | ------------ | ------------------ | --------------------- | ------------------- | ---------------- | ------------------ |
| Prologue           | prologue           | Ruth Edwards | Ruth Edwards       | non attribué          | non attribué        | Christa Riffel   | Allemagne          |
| 1re étape          | étape de plaine    | Mieke Kröger | Mieke Kröger       | Mieke Kröger          | Sofie De Vuyst      | Christa Riffel   | Allemagne          |
| 2e étape           | étape de plaine    | Coryn Rivera | Mieke Kröger       | Mieke Kröger          | Sofie De Vuyst      | Susanne Andersen | Allemagne          |
| 3e étape           | étape vallonnée    | Coryn Rivera | Mieke Kröger       | Coryn Rivera          | Sofie De Vuyst      | Liane Lippert    | Allemagne          |
| Classements finals | Classements finals |              | Mieke Kröger       | Coryn Rivera          | Sofie De Vuyst      | Liane Lippert    | Allemagne          |

## Liste des participantes
| Légende                             | Légende | Légende                                | Légende                                                                                              |
| ----------------------------------- | --- | -------------------------------------- | --- |
| Num                                 | Dossard de départ porté par la coureuse sur ce Tour de Belgique féminin                                         | Pos                                    | Position finale au classement général                                                                |
| Leader du classement général        | Indique la vainqueur du classement général                                                                      | Leader du classement par points        | Indique la vainqueur du classement par points                                                        |
| Leader du classement de la montagne | Indique la vainqueur du classement de la montagne                                                               | Leader du classement du meilleur jeune | Indique la vainqueur du classement de la meilleure jeune                                             |
|                                     | Indique un maillot de champion national ou mondial, suivi de sa spécialité                                      | #                                      | Indique la meilleure équipe                                                                          |
| NP                                  | Indique une coureuse qui n'a pas pris le départ d'une étape, suivi du numéro de l'étape où elle s'est retirée   | AB                                     | Indique une coureuse qui n'a pas terminé une étape, suivi du numéro de l'étape où elle s'est retirée |
| HD                                  | Indique un coureuse qui a terminé une étape hors des délais, suivi du numéro de l'étape                         | DSQ                                    | Indique un coureur qui a été disqualifié de la course, suivi du numéro de l'étape                    |
| *                                   | Indique un coureuse en lice pour le classement de la meilleure jeune (coureuses nées après le 1er janvier 1996) |                                        | |

| Allemagne GER | Allemagne GER  | Allemagne GER |
| ------------- | -------------- | ------------- |
| Num           | Coureuse       | Pos           |
| 1             | Liane Lippert  | 5e            |
| 2             | Mieke Kröger   | 1re           |
| 3             | Romy Kasper    | 21e           |
| 4             | Tanja Erath    | 29e           |
| 5             | Christa Riffel | AB            |
| 6             | Hannah Ludwig  | 30e           |

| Parkhotel Valkenburg PHV | Parkhotel Valkenburg PHV | Parkhotel Valkenburg PHV |
| ------------------------ | ------------------------ | ------------------------ |
| Num                      | Coureuse                 | Pos                      |
| 11                       | Sofie De Vuyst (BEL)     | 7e                       |
| 12                       | Marit Raaijmakers (NED)  | 46e                      |
| 13                       | Sylvie Swinkels (NED)    | AB-3                     |
| 15                       | Esther van Veen (NED)    | 37e                      |
| 16                       | Nina Buysman (NED)       | 22e                      |

| Lotto Soudal Ladies LSL | Lotto Soudal Ladies LSL      | Lotto Soudal Ladies LSL |
| ----------------------- | ---------------------------- | ----------------------- |
| Num                     | Coureuse                     | Pos                     |
| 21                      | Lotte Kopecky (BEL) (chrono) | 2e                      |
| 22                      | Chantal Hoffmann (LUX)       | AB-3                    |
| 23                      | Julie Van de Velde (BEL)     | 33e                     |
| 24                      | Kelly Van den Steen (BEL)    | 15e                     |
| 25                      | Nguyễn Thị Thật (VIE)        | AB-3                    |
| 26                      | Danique Braam (NED)          | 61e                     |

| Doltcini-Van Eyck Sport DVE | Doltcini-Van Eyck Sport DVE      | Doltcini-Van Eyck Sport DVE |
| --------------------------- | -------------------------------- | --------------------------- |
| Num                         | Coureuse                         | Pos                         |
| 31                          | Kelly Druyts (BEL)               | 38e                         |
| 32                          | Séverine Eraud (FRA) (chrono)    | 19e                         |
| 33                          | Pascale Jeuland-Tranchant (FRA)  | 11e                         |
| 34                          | Jesse Vandenbulcke (BEL) (route) | 12e                         |
| 35                          | Saartje Vandenbroucke (BEL)      | AB-2                        |
| 36                          | Mieke Docx (BEL)                 | AB-3                        |

| Health Mate-Ladies Team HMT | Health Mate-Ladies Team HMT | Health Mate-Ladies Team HMT |
| --------------------------- | --------------------------- | --------------------------- |
| Num                         | Coureuse                    | Pos                         |
| 41                          | Laura Süßemilch (GER)       | 35e                         |
| 42                          | Kathrin Schweinberger (AUT) | 13e                         |
| 43                          | Kirstie van Haaften (NED)   | 16e                         |
| 44                          | Fien Delbaere (BEL)         | 47e                         |
| 45                          | Zsófia Szabó (HUN) (route)  | AB-3                        |
| 46                          | Margarita Lopez (ESP)       | AB-3                        |

| Sopela Women's Team SWT | Sopela Women's Team SWT | Sopela Women's Team SWT |
| ----------------------- | ----------------------- | ----------------------- |
| Num                     | Coureuse                | Pos                     |
| 51                      | Sofía Rodríguez (ESP)   | 54e                     |
| 52                      | Yurani Blanco (ESP)     | 67e                     |
| 53                      | Maria Martins (POR)     | 27e                     |
| 56                      | Mireia Trias (ESP)      | 68e                     |

| Memorial Santos-Fupes ___ | Memorial Santos-Fupes ___  | Memorial Santos-Fupes ___ |
| ------------------------- | -------------------------- | ------------------------- |
| Num                       | Coureuse                   | Pos                       |
| 61                        | Adriele Alves Mendes (BRA) | AB-1                      |
| 62                        | Ana Paula Polegatch (BRA)  | AB-3                      |
| 63                        | Giovana Cruz Corsi (BRA)   | AB-1                      |
| 64                        | Sharon Dommanschet (NED)   | AB-1                      |
| 65                        | Thayna Araujo Lima (BRA)   | AB-1                      |
| 66                        | Femke Verstichelen (BEL)   | AB-2                      |

| Massi Tactic MAT | Massi Tactic MAT               | Massi Tactic MAT |
| ---------------- | ------------------------------ | ---------------- |
| Num              | Coureuse                       | Pos              |
| 71               | Belén López (ESP)              | 58e              |
| 72               | Mireia Benito (ESP)            | 71e              |
| 73               | Maria Banlles Santamaria (ESP) | AB-1             |
| 74               | Teresa Ripoll (ESP)            | AB-1             |
| 75               | Patricia Ortega Ruiz (ESP)     | 60e              |
| 76               | Nekane Gomez (ESP)             | AB-1             |

| États-Unis USA | États-Unis USA       | États-Unis USA |
| -------------- | -------------------- | -------------- |
| Num            | Coureuse             | Pos            |
| 81             | Ruth Edwards (route) | 6e             |
| 82             | Coryn Rivera         | 4e             |
| 83             | Skylar Schneider     | NP-3           |
| 85             | Katie Hall           | 20e            |
| 86             | Erica Clevenger      | 52e            |

| France FRA | France FRA          | France FRA |
| ---------- | ------------------- | ---------- |
| Num        | Coureuse            | Pos        |
| 91         | Noémie Abgrall      | 48e        |
| 92         | Audrey Cordon-Ragot | 3e         |
| 93         | Lucie Jounier       | 50e        |
| 94         | Typhaine Laurance   | AB-3       |
| 95         | Célia Le Mouël      | 66e        |
| 96         | Gladys Verhulst     | AB-3       |

| Norvège NOR | Norvège NOR           | Norvège NOR |
| ----------- | --------------------- | ----------- |
| Num         | Coureuse              | Pos         |
| 101         | Stine Borgli          | 10e         |
| 102         | Susanne Andersen      | 8e          |
| 103         | Mie Bjørndal Ottestad | 51e         |
| 104         | Emilie Moberg         | 9e          |
| 105         | Ingrid Lorvik (route) | 70e         |
| 106         | Ingvild Gåskjenn      | 23e         |

| Rogelli-Gyproc ___ | Rogelli-Gyproc ___         | Rogelli-Gyproc ___ |
| ------------------ | -------------------------- | ------------------ |
| Num                | Coureuse                   | Pos                |
| 111                | Shari Bossuyt (BEL)        | 24e                |
| 112                | Eva Jonkers (NED)          | 63e                |
| 113                | Cathalijne Hoolwerf (NED)  | 64e                |
| 114                | Rozemarijn Ammerlaan (NED) | 26e                |
| 115                | Britt Knaven (BEL)         | AB-3               |
| 116                | Ingrit Verhoeff (NED)      | AB-3               |

| Multum Accountants ___ | Multum Accountants ___ | Multum Accountants ___ |
| ---------------------- | ---------------------- | ---------------------- |
| Num                    | Coureuse               | Pos                    |
| 121                    | Lauren Creamer (IRL)   | 34e                    |
| 122                    | Eeva Sarlin (FIN)      | AB-3                   |
| 123                    | Hanna Johansson (SWE)  | AB-1                   |
| 124                    | Alicia Evans (NZL)     | AB-1                   |
| 125                    | Thalita de Jong (NED)  | 31e                    |

| Isorex ___ | Isorex ___             | Isorex ___ |
| ---------- | ---------------------- | ---------- |
| Num        | Coureuse               | Pos        |
| 131        | Antonia Gröndahl (FIN) | AB-1       |
| 132        | Nicola Juniper (GBR)   | 18e        |
| 133        | Kate Wightman (NZL)    | 77e        |
| 134        | Emily Meakin (GBR)     | 39e        |
| 135        | Isabella Stone (GBR)   | AB-3       |
| 136        | Laura Bragano (BEL)    | AB-1       |

| Illi-Bikes ___ | Illi-Bikes ___      | Illi-Bikes ___ |
| -------------- | ------------------- | -------------- |
| Num            | Coureuse            | Pos            |
| 141            | Nele Armée (BEL)    | 36e            |
| 142            | Trine Schmidt (DEN) | AB-3           |

| Sans équipe ___ | Sans équipe ___    | Sans équipe ___ |
| --------------- | ------------------ | --------------- |
| Num             | Coureuse           | Pos             |
| 143             | Gilke Croket (BEL) | 62e             |

| Illi-Bikes ___ | Illi-Bikes ___         | Illi-Bikes ___ |
| -------------- | ---------------------- | -------------- |
| Num            | Coureuse               | Pos            |
| 144            | Ditte Lenseclaes (BEL) | AB-3           |
| 145            | Aline Seitz (SUI)      | AB-3           |
| 146            | Andrea Waldis (SUI)    | 17e            |

| Equano ___ | Equano ___               | Equano ___ |
| ---------- | ------------------------ | ---------- |
| Num        | Coureuse                 | Pos        |
| 151        | Daniela Gaß (GER)        | NP-3       |
| 152        | Gaia Tortolina (ITA)     | 53e        |
| 153        | Katrien Rubbens (BEL)    | AB-3       |
| 154        | Karolina Perekitko (POL) | 72e        |
| 155        | Marijke de Smedt (BEL)   | 69e        |
| 156        | Naika Deneef (BEL)       | AB-1       |

| Wielerclub de sprinters Malderen ___ | Wielerclub de sprinters Malderen ___ | Wielerclub de sprinters Malderen ___ |
| ------------------------------------ | ------------------------------------ | ------------------------------------ |
| Num                                  | Coureuse                             | Pos                                  |
| 161                                  | Maxime Roes (BEL)                    | 76e                                  |
| 162                                  | Lynn Marien (BEL)                    | AB-3                                 |
| 163                                  | Aurore Verhoeven (FRA)               | AB-3                                 |
| 164                                  | Misuzu Shimoyama (JPN)               | NP-2                                 |
| 165                                  | Claudia Jongerius (NED)              | 42e                                  |
| 166                                  | Eva Van Den Born (NED)               | 74e                                  |

| Keukens Redant ___ | Keukens Redant ___         | Keukens Redant ___ |
| ------------------ | -------------------------- | ------------------ |
| Num                | Coureuse                   | Pos                |
| 171                | Lone Meertens (BEL)        | 49e                |
| 172                | Evelien Debboudt (BEL)     | 59e                |
| 173                | Katie van Geyte (BEL)      | 65e                |
| 174                | Quinty van de Guchte (NED) | 75e                |
| 175                | Vibeke Lystad (NOR)        | 55e                |
| 176                | Birgitte Ravndal (NOR)     | 28e                |

| Jos Feron Lady Force ___ | Jos Feron Lady Force ___    | Jos Feron Lady Force ___ |
| ------------------------ | --------------------------- | ------------------------ |
| Num                      | Coureuse                    | Pos                      |
| 181                      | Kaat Hannes (BEL)           | AB-3                     |
| 182                      | Nancy van der Burg (NED)    | 14e                      |
| 183                      | Céline van Houtum (NED)     | 44e                      |
| 184                      | Marieke de Groot (NED)      | 41e                      |
| 185                      | Jenny Hofmann (GER)         | AB-1                     |
| 186                      | Liisa Ehrberg (EST) (route) | AB-3                     |

| Jan van Arckel ___ | Jan van Arckel ___        | Jan van Arckel ___ |
| ------------------ | ------------------------- | ------------------ |
| Num                | Coureuse                  | Pos                |
| 191                | Charlotte Kool (NED)      | 32e                |
| 193                | Bente van Teeseling (NED) | 40e                |
| 194                | Mylène de Zoete (NED)     | NP-2               |
| 195                | Amber van der Hulst (NED) | 25e                |
| 196                | Minke Bakker (NED)        | 43e                |

| Restore ___ | Restore ___           | Restore ___ |
| ----------- | --------------------- | ----------- |
| Num         | Coureuse              | Pos         |
| 201         | Elien Mercier (BEL)   | AB-1        |
| 202         | Maaike Coljé (NED)    | 56e         |
| 203         | Gina Hofland (NED)    | AB-3        |
| 204         | Daniela Trcková (CZE) | AB-1        |
| 205         | Emma Boogaard (NED)   | AB-3        |
| 206         | Kim Baptista (GBR)    | 45e         |

| Bianchi Dama ___ | Bianchi Dama ___        | Bianchi Dama ___ |
| ---------------- | ----------------------- | ---------------- |
| Num              | Coureuse                | Pos              |
| 211              | Emma Cockcroft (GBR)    | AB-3             |
| 212              | Holly Macmahon (GBR)    | AB-1             |
| 213              | Georgina Panchaud (GBR) | 73e              |
| 214              | Jennifer Powell (GBR)   | 57e              |
| 215              | Natasha Reddy (GBR)     | AB-1             |

| Allemagne GER | Allemagne GER  | Allemagne GER |
| ------------- | -------------- | ------------- |
| Num           | Coureuse       | Pos           |
| 1             | Liane Lippert  | 5e            |
| 2             | Mieke Kröger   | 1re           |
| 3             | Romy Kasper    | 21e           |
| 4             | Tanja Erath    | 29e           |
| 5             | Christa Riffel | AB            |
| 6             | Hannah Ludwig  | 30e           |

| Parkhotel Valkenburg PHV | Parkhotel Valkenburg PHV | Parkhotel Valkenburg PHV |
| ------------------------ | ------------------------ | ------------------------ |
| Num                      | Coureuse                 | Pos                      |
| 11                       | Sofie De Vuyst (BEL)     | 7e                       |
| 12                       | Marit Raaijmakers (NED)  | 46e                      |
| 13                       | Sylvie Swinkels (NED)    | AB-3                     |
| 15                       | Esther van Veen (NED)    | 37e                      |
| 16                       | Nina Buysman (NED)       | 22e                      |

| Lotto Soudal Ladies LSL | Lotto Soudal Ladies LSL      | Lotto Soudal Ladies LSL |
| ----------------------- | ---------------------------- | ----------------------- |
| Num                     | Coureuse                     | Pos                     |
| 21                      | Lotte Kopecky (BEL) (chrono) | 2e                      |
| 22                      | Chantal Hoffmann (LUX)       | AB-3                    |
| 23                      | Julie Van de Velde (BEL)     | 33e                     |
| 24                      | Kelly Van den Steen (BEL)    | 15e                     |
| 25                      | Nguyễn Thị Thật (VIE)        | AB-3                    |
| 26                      | Danique Braam (NED)          | 61e                     |

| Doltcini-Van Eyck Sport DVE | Doltcini-Van Eyck Sport DVE      | Doltcini-Van Eyck Sport DVE |
| --------------------------- | -------------------------------- | --------------------------- |
| Num                         | Coureuse                         | Pos                         |
| 31                          | Kelly Druyts (BEL)               | 38e                         |
| 32                          | Séverine Eraud (FRA) (chrono)    | 19e                         |
| 33                          | Pascale Jeuland-Tranchant (FRA)  | 11e                         |
| 34                          | Jesse Vandenbulcke (BEL) (route) | 12e                         |
| 35                          | Saartje Vandenbroucke (BEL)      | AB-2                        |
| 36                          | Mieke Docx (BEL)                 | AB-3                        |

| Health Mate-Ladies Team HMT | Health Mate-Ladies Team HMT | Health Mate-Ladies Team HMT |
| --------------------------- | --------------------------- | --------------------------- |
| Num                         | Coureuse                    | Pos                         |
| 41                          | Laura Süßemilch (GER)       | 35e                         |
| 42                          | Kathrin Schweinberger (AUT) | 13e                         |
| 43                          | Kirstie van Haaften (NED)   | 16e                         |
| 44                          | Fien Delbaere (BEL)         | 47e                         |
| 45                          | Zsófia Szabó (HUN) (route)  | AB-3                        |
| 46                          | Margarita Lopez (ESP)       | AB-3                        |

| Sopela Women's Team SWT | Sopela Women's Team SWT | Sopela Women's Team SWT |
| ----------------------- | ----------------------- | ----------------------- |
| Num                     | Coureuse                | Pos                     |
| 51                      | Sofía Rodríguez (ESP)   | 54e                     |
| 52                      | Yurani Blanco (ESP)     | 67e                     |
| 53                      | Maria Martins (POR)     | 27e                     |
| 56                      | Mireia Trias (ESP)      | 68e                     |

| Memorial Santos-Fupes ___ | Memorial Santos-Fupes ___  | Memorial Santos-Fupes ___ |
| ------------------------- | -------------------------- | ------------------------- |
| Num                       | Coureuse                   | Pos                       |
| 61                        | Adriele Alves Mendes (BRA) | AB-1                      |
| 62                        | Ana Paula Polegatch (BRA)  | AB-3                      |
| 63                        | Giovana Cruz Corsi (BRA)   | AB-1                      |
| 64                        | Sharon Dommanschet (NED)   | AB-1                      |
| 65                        | Thayna Araujo Lima (BRA)   | AB-1                      |
| 66                        | Femke Verstichelen (BEL)   | AB-2                      |

| Massi Tactic MAT | Massi Tactic MAT               | Massi Tactic MAT |
| ---------------- | ------------------------------ | ---------------- |
| Num              | Coureuse                       | Pos              |
| 71               | Belén López (ESP)              | 58e              |
| 72               | Mireia Benito (ESP)            | 71e              |
| 73               | Maria Banlles Santamaria (ESP) | AB-1             |
| 74               | Teresa Ripoll (ESP)            | AB-1             |
| 75               | Patricia Ortega Ruiz (ESP)     | 60e              |
| 76               | Nekane Gomez (ESP)             | AB-1             |

| États-Unis USA | États-Unis USA       | États-Unis USA |
| -------------- | -------------------- | -------------- |
| Num            | Coureuse             | Pos            |
| 81             | Ruth Edwards (route) | 6e             |
| 82             | Coryn Rivera         | 4e             |
| 83             | Skylar Schneider     | NP-3           |
| 85             | Katie Hall           | 20e            |
| 86             | Erica Clevenger      | 52e            |

| France FRA | France FRA          | France FRA |
| ---------- | ------------------- | ---------- |
| Num        | Coureuse            | Pos        |
| 91         | Noémie Abgrall      | 48e        |
| 92         | Audrey Cordon-Ragot | 3e         |
| 93         | Lucie Jounier       | 50e        |
| 94         | Typhaine Laurance   | AB-3       |
| 95         | Célia Le Mouël      | 66e        |
| 96         | Gladys Verhulst     | AB-3       |

| Norvège NOR | Norvège NOR           | Norvège NOR |
| ----------- | --------------------- | ----------- |
| Num         | Coureuse              | Pos         |
| 101         | Stine Borgli          | 10e         |
| 102         | Susanne Andersen      | 8e          |
| 103         | Mie Bjørndal Ottestad | 51e         |
| 104         | Emilie Moberg         | 9e          |
| 105         | Ingrid Lorvik (route) | 70e         |
| 106         | Ingvild Gåskjenn      | 23e         |

| Rogelli-Gyproc ___ | Rogelli-Gyproc ___         | Rogelli-Gyproc ___ |
| ------------------ | -------------------------- | ------------------ |
| Num                | Coureuse                   | Pos                |
| 111                | Shari Bossuyt (BEL)        | 24e                |
| 112                | Eva Jonkers (NED)          | 63e                |
| 113                | Cathalijne Hoolwerf (NED)  | 64e                |
| 114                | Rozemarijn Ammerlaan (NED) | 26e                |
| 115                | Britt Knaven (BEL)         | AB-3               |
| 116                | Ingrit Verhoeff (NED)      | AB-3               |

| Multum Accountants ___ | Multum Accountants ___ | Multum Accountants ___ |
| ---------------------- | ---------------------- | ---------------------- |
| Num                    | Coureuse               | Pos                    |
| 121                    | Lauren Creamer (IRL)   | 34e                    |
| 122                    | Eeva Sarlin (FIN)      | AB-3                   |
| 123                    | Hanna Johansson (SWE)  | AB-1                   |
| 124                    | Alicia Evans (NZL)     | AB-1                   |
| 125                    | Thalita de Jong (NED)  | 31e                    |

| Isorex ___ | Isorex ___             | Isorex ___ |
| ---------- | ---------------------- | ---------- |
| Num        | Coureuse               | Pos        |
| 131        | Antonia Gröndahl (FIN) | AB-1       |
| 132        | Nicola Juniper (GBR)   | 18e        |
| 133        | Kate Wightman (NZL)    | 77e        |
| 134        | Emily Meakin (GBR)     | 39e        |
| 135        | Isabella Stone (GBR)   | AB-3       |
| 136        | Laura Bragano (BEL)    | AB-1       |

| Illi-Bikes ___ | Illi-Bikes ___      | Illi-Bikes ___ |
| -------------- | ------------------- | -------------- |
| Num            | Coureuse            | Pos            |
| 141            | Nele Armée (BEL)    | 36e            |
| 142            | Trine Schmidt (DEN) | AB-3           |

| Sans équipe ___ | Sans équipe ___    | Sans équipe ___ |
| --------------- | ------------------ | --------------- |
| Num             | Coureuse           | Pos             |
| 143             | Gilke Croket (BEL) | 62e             |

| Illi-Bikes ___ | Illi-Bikes ___         | Illi-Bikes ___ |
| -------------- | ---------------------- | -------------- |
| Num            | Coureuse               | Pos            |
| 144            | Ditte Lenseclaes (BEL) | AB-3           |
| 145            | Aline Seitz (SUI)      | AB-3           |
| 146            | Andrea Waldis (SUI)    | 17e            |

| Equano ___ | Equano ___               | Equano ___ |
| ---------- | ------------------------ | ---------- |
| Num        | Coureuse                 | Pos        |
| 151        | Daniela Gaß (GER)        | NP-3       |
| 152        | Gaia Tortolina (ITA)     | 53e        |
| 153        | Katrien Rubbens (BEL)    | AB-3       |
| 154        | Karolina Perekitko (POL) | 72e        |
| 155        | Marijke de Smedt (BEL)   | 69e        |
| 156        | Naika Deneef (BEL)       | AB-1       |

| Wielerclub de sprinters Malderen ___ | Wielerclub de sprinters Malderen ___ | Wielerclub de sprinters Malderen ___ |
| ------------------------------------ | ------------------------------------ | ------------------------------------ |
| Num                                  | Coureuse                             | Pos                                  |
| 161                                  | Maxime Roes (BEL)                    | 76e                                  |
| 162                                  | Lynn Marien (BEL)                    | AB-3                                 |
| 163                                  | Aurore Verhoeven (FRA)               | AB-3                                 |
| 164                                  | Misuzu Shimoyama (JPN)               | NP-2                                 |
| 165                                  | Claudia Jongerius (NED)              | 42e                                  |
| 166                                  | Eva Van Den Born (NED)               | 74e                                  |

| Keukens Redant ___ | Keukens Redant ___         | Keukens Redant ___ |
| ------------------ | -------------------------- | ------------------ |
| Num                | Coureuse                   | Pos                |
| 171                | Lone Meertens (BEL)        | 49e                |
| 172                | Evelien Debboudt (BEL)     | 59e                |
| 173                | Katie van Geyte (BEL)      | 65e                |
| 174                | Quinty van de Guchte (NED) | 75e                |
| 175                | Vibeke Lystad (NOR)        | 55e                |
| 176                | Birgitte Ravndal (NOR)     | 28e                |

| Jos Feron Lady Force ___ | Jos Feron Lady Force ___    | Jos Feron Lady Force ___ |
| ------------------------ | --------------------------- | ------------------------ |
| Num                      | Coureuse                    | Pos                      |
| 181                      | Kaat Hannes (BEL)           | AB-3                     |
| 182                      | Nancy van der Burg (NED)    | 14e                      |
| 183                      | Céline van Houtum (NED)     | 44e                      |
| 184                      | Marieke de Groot (NED)      | 41e                      |
| 185                      | Jenny Hofmann (GER)         | AB-1                     |
| 186                      | Liisa Ehrberg (EST) (route) | AB-3                     |

| Jan van Arckel ___ | Jan van Arckel ___        | Jan van Arckel ___ |
| ------------------ | ------------------------- | ------------------ |
| Num                | Coureuse                  | Pos                |
| 191                | Charlotte Kool (NED)      | 32e                |
| 193                | Bente van Teeseling (NED) | 40e                |
| 194                | Mylène de Zoete (NED)     | NP-2               |
| 195                | Amber van der Hulst (NED) | 25e                |
| 196                | Minke Bakker (NED)        | 43e                |

| Restore ___ | Restore ___           | Restore ___ |
| ----------- | --------------------- | ----------- |
| Num         | Coureuse              | Pos         |
| 201         | Elien Mercier (BEL)   | AB-1        |
| 202         | Maaike Coljé (NED)    | 56e         |
| 203         | Gina Hofland (NED)    | AB-3        |
| 204         | Daniela Trcková (CZE) | AB-1        |
| 205         | Emma Boogaard (NED)   | AB-3        |
| 206         | Kim Baptista (GBR)    | 45e         |

| Bianchi Dama ___ | Bianchi Dama ___        | Bianchi Dama ___ |
| ---------------- | ----------------------- | ---------------- |
| Num              | Coureuse                | Pos              |
| 211              | Emma Cockcroft (GBR)    | AB-3             |
| 212              | Holly Macmahon (GBR)    | AB-1             |
| 213              | Georgina Panchaud (GBR) | 73e              |
| 214              | Jennifer Powell (GBR)   | 57e              |
| 215              | Natasha Reddy (GBR)     | AB-1             |

## Règlement de la course

### Délais
Lors d'une course cycliste, les coureurs sont tenus d'arriver dans un laps de temps imparti à la suite du premier pour pouvoir être classés. Les délais prévus sont de 12 % pour toutes les étapes et de 25 % pour le prologue.

### Classements et bonifications
Le classement général individuel au temps est calculé par le cumul des temps enregistrés dans chacune des étapes parcourues. Des bonifications et d'éventuelles pénalisations sont incluses dans le calcul du classement. Le coureur qui est premier de ce classement est porteur du maillot rouge. En cas d'égalité au temps, la somme des places obtenues sur chaque étape départage les concurrentes. En cas de nouvelle égalité, la place lors de la dernière étape sert de critère pour décider de la vainqueur.
Des bonifications sont attribuées dans cette épreuve. L'arrivée des étapes donne dix, six et quatre secondes de bonifications aux trois premières. Par ailleurs, durant la course, il existe des sprints intermédiaires dont les trois premiers sont récompensés respectivement de trois secondes, deux secondes et une seconde.

#### Classement par points
Le maillot vert, récompense le classement par points. Celui-ci se calcule selon le classement lors des arrivées d'étape.
Lors d'une arrivée d'étape, hors prologue, les dix premières se voient accorder des points selon le décompte suivant : 20, 15, 12, 10, 8, 6, 4, 3, 2 et 1 points. Les sprints intermédiaires attribuent 10, 5 et 2 points aux trois premières. En cas d'égalité, les coureurs sont prioritairement départagés par le nombre de victoires d'étapes. Si l'égalité persiste, le nombre de victoires à des sprints intermédiaires puis éventuellement la place obtenue au classement général entrent en compte. Pour être classé, un coureur doit avoir terminé la course dans les délais.

#### Classement de la meilleure grimpeuse
Le classement de la meilleure grimpeuse, ou classement des monts, est un classement spécifique basé sur les arrivées au sommet des ascensions répertoriées dans l'ensemble de la course. Les ascensions rapportent respectivement 5, 3 et 1 points aux trois premières coureuses. La première du classement des monts est détentrice du maillot jaune. En cas d'égalité, les coureurs sont prioritairement départagés par le nombre de premières places aux sommets des ascensions. Si l'égalité persiste, le critère suivant est la place obtenue au classement général. Pour être classé, un coureur doit avoir terminé la course dans les délais.

#### Classement de la meilleure jeune
Le classement de la meilleure jeune ne concerne qu'une certaine catégorie de coureuses, celles étant âgées de moins de 25 ans. C'est-à-dire aux coureuses nées après le 1er janvier 1996. Ce classement, basé sur le classement général, attribue au premier un maillot blanc.

#### Classement par équipes
Le classement par équipes est calculé en conformité avec le règlement UCI.

#### Prix de la combativité
Un prix de la combativité est attribué par un jury à la fin de chaque étape.

##### Répartition des maillots
Chaque coureuse en tête d'un classement est porteuse du maillot ou du dossard distinctif correspondant. Cependant, dans le cas où une coureuse dominerait plusieurs classements, celle-ci ne porte qu'un seul maillot distinctif, selon une priorité de classements. Le classement général au temps est le classement prioritaire, suivi du classement par points, du classement de la meilleure jeune et de celui de la meilleure grimpeuse. Si ce cas de figure se produit, le maillot correspondant au classement annexe de priorité inférieure n'est pas porté par celui qui domine ce classement mais par son deuxième.

#### Primes
Les étapes, à l'exception du prologue, permettent de remporter les primes suivantes:
| Position | 1er   | 2e    | 3e    | 4e    | 5e    | 6e   | 7e   | 8e   | 9e   | 10e  |
| Prix     | 305 € | 185 € | 125 € | 115 € | 110 € | 95 € | 85 € | 70 € | 70 € | 70 € |

En sus, les coureuses placées de la 11e à la 15e place gagnent 45 €.
Le prologue rapporte quant à lui :
| Position | 1er   | 2e    | 3e    | 4e   | 5e   | 6e   | 7e   | 8e   | 9e   | 10e  |
| Prix     | 180 € | 125 € | 100 € | 90 € | 70 € | 65 € | 65 € | 65 € | 65 € | 65 € |

En sus, les coureuses placées de la 11e à la 15e place gagnent 40 €.
Le classement général final attribue les sommes suivantes :
| Position | 1er   | 2e    | 3e    | 4e   | 5e   | 6e   | 7e   | 8e   | 9e   | 10e  |
| Prix     | 200 € | 150 € | 100 € | 80 € | 70 € | 60 € | 60 € | 60 € | 60 € | 60 € |

En sus, les coureuses placées de la 11e à la 15e place gagnent 40 €.

#### Prix
Le prix de la combativité rapporte une prime de 50 € à la première sur chaque étape. Les trois premières du classement la montagne, par points et de la meilleure jeune gagnent 100, 75 et 50 €.
Enfin de la classement de la meilleure équipe donne : 120 €.